# Kościół św. Andrzeja Apostoła w Łęczycy
Kościół Świętego Andrzeja Apostoła – rzymskokatolicki kościół parafialny należący do dekanatu Łęczyca diecezji łowickiej.
Obecna świątynia, zbudowana pierwotnie w stylu gotyckim, została konsekrowana w 1425 roku. W późniejszych latach została z barokizowana. Kościół jest murowany (wątek mru jest zapewne polski), trzynawowy w formie bazyliki, orientowany, posiadający niższe i wielobocznie zamknięte prezbiterium. Ołtarz główny poświęcony jest patronowi świątyni św. Andrzejowi Apostołowi. W przedłużeniu nawy południowej umieszczona jest kopułowa kaplica Matki Bożej wybudowana w pierwszej połowie XVII wieku przez Jakuba Szczawińskiego. Przy nawie południowej jest umieszczona kaplica Pana Jezusa Ukrzyżowanego, natomiast przy nawie północnej jest umieszczona kaplica Serca Jezusowego. Barokową fasadę flankują szkarpy.